# Vĩnh Hòa (Tân Châu)
Vĩnh Hòa is een xã in het district Tân Châu, een van de districten in de Vietnamese provincie An Giang in de Mekong-delta.